# Governatorato di Sandomierz
Il governatorato di Sandomierz (in polacco: Gubernia sandomierska) fu un'unità amministrativa (governatorato) del Regno del Congresso (Polonia).

## Storia
Fu creato nel 1837 a partire dalla Provincia di Sandomierz, del quale conservò i confini e il capoluogo (Radom).
I livelli più bassi di amministrazione rimasero immutati, anche se cambiarono nome da obwód a distretto.
Con la riforma del 1844 unì il governatorato al Governatorato di Kielce, creando una nuova entità, il governatorato di Radom.